# Т’га за југ
Т’га за југ је позната песма, рад македонског песника Константина Миладинова. Преведена је на 42 језика. Т’га за југ је данас један од синонима Северне Македоније, нарочито код печелбара.

## Историја
Константин Миладинов написао је песму за време студирања словенске филологије на Императорском универзитету у Москви, којег је завршио у јуну 1860. На путу у родни град Стругу (данас Северна Македонија, тада Османско царство) зауставио се у Бечу. Тамо је замолио католичког бискупа Јосипа Јураја Штросмајера да му помогне око печатења његове књиге Зборник. Бискуп је прихватио финансирање књиге, која је изашла у печатари Антеја Јакића у Загребу 24. јуна 1861.